# آیولی (آلاباما)
آیولی (به انگلیسی: Ivalee) شهرکی در شهرستان اتوا ایالت آلاباما است که مساحت آن ۱۹٫۳ کیلومترمربع است و در سرشماری سال ۲۰۱۰ میلادی، ۸۷۹ نفر جمعیت داشته و تراکم جمعیتی آن، ۴۵٫۵۴ در کیلومترمربع بوده است.